# Tokkelroom

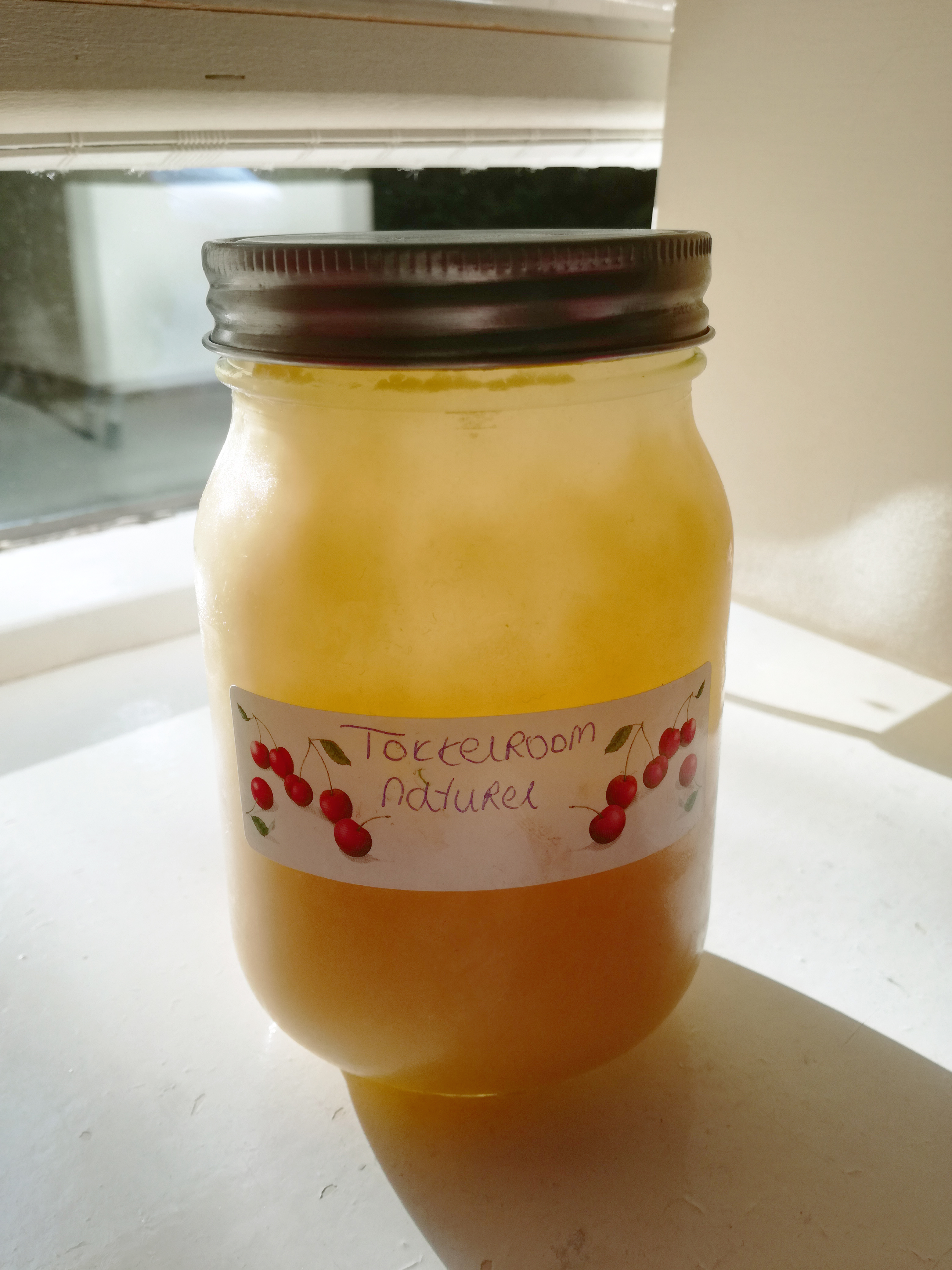
Een pot traditionele tokkelroom

Tokkelroom is een zachte likeur op basis van eieren. Vaak wordt er jenever, brandewijn of andere hoog alcoholische drank gebruikt. Het alcoholgehalte van tokkelroom zweeft ergens tussen de 8 en 14%. Het is mogelijk om tokkelroom te maken met alleen de dooiers van eieren, dit zal resulteren in een wat dikkere en stijvere tokkelroom. Wanneer gehele eieren worden gebruikt zal de tokkelroom wat dunner en lichter van kleur worden.

## Gebruik
Tokkelroom wordt meestal geserveerd uit een pot in plaats van een fles. Ook is tokkelroom over het algemeen dermate stroperig dat het niet wordt gedronken maar met een lepeltje wordt genuttigd. Een populaire manier om tokkelroom te serveren is met een royale toef slagroom.

## Andere eierdranken
In Nederland kent men verschillende soorten likeur op basis van eieren. Tokkelroom wordt nog wel eens verward met advocaat. Het verschil zit het hem in het alcoholpercentage. Men noemt tokkelroom pas advocaat wanneer het alcoholpercentage 14% overschrijdt. 
Tokkelroom is een typisch Nederlands product en wordt dan ook zelden ergens anders in de wereld gezien, er zijn wel vergelijkbare likeuren op basis van eieren zoals het Poolse ajerkoniak. Hier wordt wodka gebruikt in plaats van brandewijn of jenever. Wellicht het best bekende voorbeeld van een alcohol houdende drank op basis van eieren is eggnog.